# Оверлорд (фільм)
«Оверлорд» (англ. Overlord) — американський фільм жахів 2018 року режисера Джуліуса Ейвері.

## Сюжет
Події стрічки відбуваються у червні 1944 року, підчас Другої світової війни, напередодні  операції «Оверлорд». Кілька літаків з американськими десантниками з 506-го полку 101-ї повітрянодесантної дивізії вирушають із завданням знищити в маленькому французькому містечку вежу над церквою, в якій німці влаштували центр створення радіоперешкод.
Літаки знищує німецька ППО і більша частина десантників гине, проте чотирьом десантникам вдається опинися у тилу ворога - це досвідчений капрал Форд, рядовим 1 кл. Еду Бойс та Лайлу Тіббетту і рядовому-фотографу Мортону Чейзу. Вибравшись з мінного поля в лісі, вони виявили дивні тіла, які більш нагадують останки якоїсь моторошної потойбічної істоти.
Пробираючись до містечка, вони зустрічають місцеву француженку Хлою, яка вночі проводить їх до свого будинку, де вона живе з маленьким братом Полем і важко хворою тіткою. Батьків Хлої розстріляли німці. Група готується виконати свою місію і капрал посилає Тіббетта і Чейза на розвідку. Бойс тим часом підходить до кімнати, де знаходиться тітка Хлої і бачить, що її тіло повністю спотворено, як каже Хлоя, це після того, як німці забирали її на якийсь час в будівлю церкви.
Поки Форд і Бойс ховаються в будинку, до Хлої приходить гауптштурмфюрер  СС Вафнер, який намагається схилити її до сексу з ним, погрожуючи, що в іншому випадку він відведе її брата туди, де побувала їх тітка. Побачивши домагання Вафнера, Бойс спускається вниз і направляє на нього гвинтівку, а потім за допомогою Форда зв'язує німця. Щоб прискорити відправлення на завдання, Форд відправляє Бойса за Тіббеттом і Чейзом.
Підчас пошуків товаришів Бойс підходить до церкви і бачить, як звідти виносять спотворених людей і спалюють їх тіла. Тікаючи від переслідуючого його пса, Бойс забирається у вантажівку з мертвими тілами німецьких солдатів, яка прямує до будівлі церкви. Там Бойс вибирається з машини і блукає по будівлі, виявляючи в ньому безліч підземних приміщень. Він розуміє, що німці влаштували тут лабораторію, де проводять досліди над людьми, в тому числі вводячи їм якусь червону сироватку. Серед людей, яких готують до експериментів, Бойс знаходить свого сослуживця, Джейкоба Розенфельда, якого німці взяли в полон після аварії літака. Бойс звільняє Джейкоба, добираючись з ним до будинку Хлої де і розповідає про побачене.
Капрал Форд б'є Вафнера, намагаючись дізнатися про лабораторію німців, але той мовчить, кажучи лише, що людям там «дають нову мету». Нарешті, Форд і його група збираються вийти на завдання. Вважаючи, що Вафнер мертвий, Чейз розв'язує його, але той виявляється живий і вбиває Чейза. Згадавши, що в лабораторії німці за допомогою сироватки «оживляли» мерця, Бойс уколює захоплену з церкви сироватку Чейзу, який також оживає і демонструє нелюдську силу, а потім нападає на сослуживців. Вафнер коментує перетворення Чейза, кажучи, що «тисячолітньому Рейху потрібні тисячолітні солдати»: стає зрозуміло, що сироватка служить знаряддям перетворення мерців на зомбі-суперсолдатів. В результаті сам Бойс вбиває Чейза, розтрощивши йому голову прикладом. Вафнер вибігає з дому, схопивши в якості заручника Поля. Форд, Тіббетт, Бойс, Джейкоб і Хлоя кидаються в погоню, щоб звільнити хлопчика і підірвати лабораторію і вежу.
Поки Джейкоб і Тіббетт розстрілюють німецький караул біля будівлі, Форд встановлює в приміщенні вибухівку, а Хлоя і Бойс шукають хлопчика в лабораторії. Вафнер, якому пострілом пошкодив обличчя, вколов собі сироватку, перетворившись в зомбі. Хлопчику рятує Тіббетт, який в свою чергу отримує поранення.
Вафнер насаджує Форда ребрами на гак і катує, Бойс який приєднується до них, намагається допомогти капралу. Насилу звільнившись, Форд вводить собі сироватку і вступає в сутичку з Вафнером. Бойс стріляє з пістолета у газовий балон, що призводить до вибуху, скидаючи Вафнера до ями. Капрал Форд замикає грати лабораторії, говорячи йому, що результати дослідів не повинні потрапити до своїх, і наказує йому залишити його і підірвати будівлю. Капрал підриває себе, разом з Вафнером і солдатами-зомбі, котрі ожили. Хлої, на яку також нападає зомбі, вдається залишити церкву. Бойс приводить у дію вибуховий пристрій і також рятується.
Починається висадка американців в Нормандії. Бойс, Тіббетт і Джейкоб відпочивають в таборі союзників і отримують призначення до нової частини. Американський десантний офіцер розпитує у Бойса, чи було щось незвичне у церкві, той відповідає, що ні.

## Акторський склад
| Актор            | Роль                                                                       |
| ---------------- | -------------------------------------------------------------------------- |
| Джован Адепо     | рядовий 1 кл. Ед Бойс (десантник, викриває таємні нацистські експерименти) |
| Ваятт Расселл    | капрал Льюіс Форд (десантник)                                              |
| Матильда Олів'є  | Хлоя (француженка, що допомагає десантникам)                               |
| Джон Магаро      | рядовий 1 кл. Лайл Тіббет (парашутист і снайпер)                           |
| Джанні Тауфер    | Поль (брат Хлої)                                                           |
| Пілу Асбек       | капітан Вафнер (гауптштурмфюрер СС)                                        |
| Ієн де Кестекер  | рядовий Мортон Чейз (парашутист, фотограф)                                 |
| Домінік Епплвайт | рядовий 1 кл. Джекоб Розенфельд (парашутист)                               |
| Джейкоб Андерсон | рядовий 1 кл. Чарльз Доусон                                                |
| Бокім Вудбайн    | сержант Ренсін                                                             |
| Єва Мадяр        | тітка Симона (тітка Хлої)                                                  |
| Мег Фостер       | бабуся Хлої                                                                |
| Джозеф Квінн     | Грюнауер                                                                   |
| Еріх Редман      | доктор Шмідт (керівник нацистського експерименту)                          |

## Цікаві факти
- Головні герої стрічки це парашутисти зі складу 506-го полку 101-шої повітрянодесантної дивізії. Події у стрічці відбуваються напередодні реальної  операції «Оверлорд» яка почалася 6 червня 1944 року. На приналежність військовиків вказує нарукавна нашивка з орлом (дивізія), та карточна масть «піка» (полк) на шоломі.
- У стрічці сержант Ренсін (Букем Вудбайн) носить знаки розрізнення техніка 3-го класу, які легко можна впізнати за характерною літерою «Т». Це звання існувало в 1942-1948 роках і відповідало званню штаб-сержант стройового складу.